# فایسلر اف‌آی-۱۵۷
فایسلر اف‌آی-۱۵۷ (به انگلیسی: Fieseler_Fi_157) یک هواگرد ملخ‌پیشین تک‌موتوره از نوع Unmanned anti-aircraft target drone ساخت شرکت Fieseler است. هواگرد فایسلر اف‌آی-۱۵۷ نخستین پروازش را در ۱۹۳۷ میلادی انجام داد. در مجموع، تعداد ۳ فروند از این هواگرد ساخته شده‌است.